# Стелы из Новилары
Стелы из Новилары — две стелы из песчаника, которые, как полагают, происходят из пиценского некрополя в Новиларе (ит.), в провинции Пезаро-э-Урбино, Италия. Стелы датируются железным веком.
К стелам из Новилары также относят несколько других стел, имеющих схожие характеристики и обнаруженных на рынке антиквариата.
Выделяются две стелы — одна из отличается богатой гравировкой, а на другой нанесён текст, написанный алфавитом, который принято называть «северопиценским» или «новиларским». Они были обнаружены во второй половине XIX века.

## Гравированная стела
На стеле имеются гравюры с изображением геометрических украшений и образных сцен воинов и морских сражений, а также надписи на языке, который условно называют «северопиценским». Стела выставлена в музее при Библиотеке Оливьери (англ.) в Пезаро.
Гравированная стела из Новилары фрагментарна и старше (VII в. до н. э.), чем другие. На оставшемся фрагменте изображен корабль с развернутыми парусами, гребцы за работой, а в нижней части — морское столкновение двух меньших лодок. Корма и нос всех лодок украшены элементами в форме змей.

## Стела с надписью
На стеле с надписью выгравировано двенадцать строк текста, который является основополагающим документом языка, условно называемого «северопиценским». В 1892 году эту стелу приобрело Министерство народного образования (ит.) и с 25 мая 1904 года она хранится в Музее Пигорини (ныне — Музей цивилизации (ит.)) в Риме.
Обстоятельства обнаружения стелы неизвестны. По словам археолога Эдоардо Брицио, она была обнаружена в Сан-Никола-ин-Вальманенте в Пезаро.
Содержание надписи вызывает споры и самые разнородные толкования, в то время как транслитерация двенадцати строк была известна с момента обнаружения, поскольку в надписи использован алфавит древнегреческого-этрусско-италийского типа, который использовался в Италии в VI—V вв. до н. э., запись сделана справа-налево.

### Надпись
Надпись на стеле выполнена алфавитом, производным от этрусского. В настоящее время хранится в музее Пигорини, датируется VI-V вв. до н. э.
Транслитерация стелы:
```
mimniś . erut . caareśtadeś

rotnem . úvlin . parten (.) úś

polem . iśairon . tet

šut . tratneši . krúś

tenac . trút . ipiem . rotneš

túiś . θalú . iśperion . vúl

teś . rotem . teú . aiten . tašur

śoter . meri/pon . kalatne

niś . vilatoś . paten . arn

úis . baleśtenac . andś . et

ut . iakut . treten . teletaú

nem . polem . tišu . śotriś . eúś
```

Чтение букв, заключённых в скобки, является спорным.